# Los Palacios y Villafranca
Los Palacios y Villafranca is een gemeente in de Spaanse provincie Sevilla in de regio Andalusië met een oppervlakte van 110 km². In 2007 telde Los Palacios y Villafranca 35.775 inwoners.

## Geboren
- Jesús Navas (1985), voetballer
- Fabián Ruiz (1996), voetballer
- Pablo Martín Páez Gavira, ook wel bekend als Gavi (2004), voetballer

## Demografische ontwikkeling
Bron: INE; 1857-2011: volkstellingen